# 尼古拉·图纳德尔

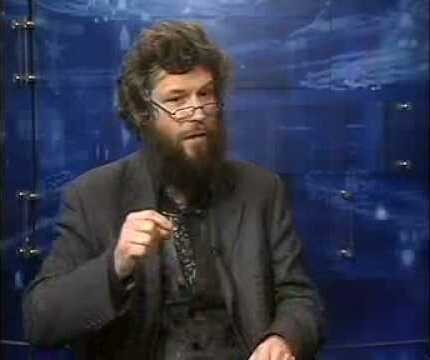
2009年

尼古拉·图纳德尔（法語：Nicolas Tournadre，1959年—），法国语言学家，艾克斯-马赛大学教授。知名于对词法学、语言类型学和藏学的研究。法國國家科學研究中心口头传统语言和文明研究室成员。

## 生平
1992年毕业于巴黎第三大学，获语言学博士学位。历任法国国立东方语言文化学院、巴黎第八大学、弗吉尼亚大学教授。主要从事词法学和语义学研究，具体包括能格配列、体、语气和言据性等。他也是藏語专家，自1986年起在喀喇昆仑山脉附近的中国、印度、不丹、尼泊尔和巴基斯坦从事田野调查。1988年7月至1989年1月，是西藏自治区社会科学院访问学者。他与多贡·桑达多吉合作出版藏法文对照的《藏语普通话教材》。2019年4月，他在赫尔辛基大学访问。